# 井上智
井上 智（いのうえ さとる、1938年 - ）は、佐賀県出身の漫画家である。

## 略歴
高校生のとき、松本零士、高井研一郎、大野豊らと同人グループ「九州漫画研究会」を結成し、同人誌「九州漫画展」を作成。虫プロに入社し、漫画部所属。1957年（昭和32年）、『原爆の悲劇』でデビュー。その後独立し、1964年に平田昭吾らと「智プロ」を設立。漫画「魔神バンダー」などの原作を手がける。1965年、手塚治虫の要請で漫画「マグマ大使」の一部を智プロで制作。1968年には、手塚の誘いで智プロスタッフ全員で、手塚プロダクションに入社した。
漫画だけでなく絵本の作画も手がける。

## 作品リスト
- 原爆の悲劇 （中村書店、ナカムラマンガシリーズ80、1957年）
- 暴力の波止場（中村書店、ナカムラマンガシリーズ92、1957年）
- 吸血蜘蛛 （中村書店、ナカムラマンガシリーズ103、1957年）
- 土俵の友情 （『痛快ブック』増刊号、1957年1月15日）
- 東京秘密結社 （中村書店、ナカムラマンガシリーズ129、1958年）
- 悪魔の落し子 （中村書店、ナカムラマンガシリーズ157、1958年）
- 秘密結社の法律 （中村書店、ナカムラマンガシリーズ178、1958年）
- 死刑男、『黒と赤1』（中村書店、ナカムラマンガシリーズ、1959年）所収 - 共著河本おさむ・大野ゆたか
- 黄金バット
  - 新 黄金バット2 （中村書店、ナカムラマンガシリーズ231、1959年）
  - 新 黄金バット3 （中村書店、ナカムラマンガシリーズ232、1959年）
- 赤い屍体、『銃口1』 （中村書店、ナカムラマンガシリーズ、1959年）所収 - 共著野田信一・山口秀雄
- アパッチ牧場 （冒険王 1961年）
- 魔神バンダー （冒険王）
- 妖怪小僧 （別冊冒険王）
- マグマ大使 （少年画報、週刊少年キング）
- ウルトラマン （TBSコミックス）
- ウルトラセブン （たのしい幼稚園 1967年）
- おれの柔道 （原作：真樹日佐夫、まんが王 1967年10月号 - 1968年4月号、1968年お正月増刊号）
- マグマ大使  サイクロップスの巻 (原作：手塚治虫　少年画報　1967年1月号 - 8月号付録）
- ガメラ対宇宙怪獣バイラス（まんが王 1968年3月号付録）
- マイティジャック （小学一年生 1968年） - 成田マキホと共作
- 豹マン （冒険王 1968年5月号 - 8月号）
- 怪獣総進撃 （まんが王 1968年7月号付録） - 成田マキホと共作
- 怪獣島の決戦 ゴジラの息子  （冒険王 1968年5月号)
- ガンマー第3号 宇宙大作戦（まんが王 1969年1月号付録）- 成田マキホと共作
- 怪奇大作戦 （小学一年生 1969年） - 成田マキホと共作
- 空中都市008 （小学一年生 1969年）
- 万創のとびだすえほん『超人バロム・1』（1972年） - 挿絵伊藤展安と共作